# Hans Georg Brenck
Hans Georg Brenck (geboren als Johann Georg Brenck; * 7. Juni 1632 in Windsheim; † 18. November 1697 in Kulmbach) war Schreiner, Holzschnitzer und Bildhauer. Er war Mitglied der Bildschnitzerfamilie Brenck, deren Arbeiten sich in vielen Territorien des Fränkischen Reichskreises erhalten haben.

## Leben
Hans Georg Brenck wurde am 7. Juni 1632 als Johann Georg in der Reichsstadt Windsheim geboren. Er war das erstgeborene Kind des Bildschnitzers Johann Brenck und dessen Frau Anna Maria Strigel. Der Vater Johann Brenck arbeitete zu diesem Zeitpunkt wohl bereits in der Werkstatt des Familienoberhauptes Georg Brenck des Älteren mit, wobei auch der Bruder Georg der Jüngere Teil der Werkstattgemeinschaft war. Die Mutter Anna Maria starb bereits im Jahr 1634, Hans Georg Brenck wuchs mit der Stiefmutter Ursula, geborene Kraft auf. Johann Brenck orientierte sich in den folgenden Jahren wahrscheinlich nach Coburg, wo er eine Werkstattgemeinschaft mit seinem ehemaligen Lehrling Hans Georg Schlehendorn gründete. Es folgten Stationen in Kulmbach und Bayreuth.
Obwohl eine Ausbildung für Hans Georg Brenck in den Quellen nicht nachweisbar ist, scheint er doch beim Vater gelernt zu haben. Wahrscheinlich fallen in seine Lehrzeit die Arbeiten in der Kulmbacher Petrikirche, die als Hauptwerke des Vaters gelten können. Die Wanderjahre des ausgelernten Hans Georg sind ebenfalls nicht fassbar. Am 3. November 1656 heiratete er die Zeugmachertochter Sibylla Schwanberger (auch Schwanenberger) aus Kulmbach. Aus der Ehe gingen zwischen 1657 und 1673 insgesamt acht Kinder hervor. Im Jahr 1663 legte Brenck den Bürgereid in Kulmbach ab. Nach dem Tod des Schwiegervaters Egid Schwanberger gelang es ihm ein Haus im Unteren Stadtgässchen 7 zu erwerben. Nach dem Tod der Ehefrau heiratete Brenck im Jahr 1675 die Korporalstochter Barbara Lamprecht. 
Bis in die 1670er Jahre und dem Weggang des Vaters sind kaum eigenständige Werke des jüngeren Brenck nachweisbar. Es ist wahrscheinlich, dass dieser in der väterlichen Werkstatt mitgearbeitet hat. Auch nach dem Weggang des Vaters konzentrierte sich Hans Georg Brenck zunächst vor allem auf Reparaturen an bereits bestehenden Objekten. Erste größere, eigenständige Arbeit war die Neuausstattung der Kulmbacher Friedhofskirche St. Nikolai. Ab 1676 ist nahezu jedes Jahr mindestens ein Werk im Kulmbacher Umland für Hans Georg Brenck nachzuweisen. Neben den protestantischen Auftraggebern war Brenck auch für katholische Kirchenstiftungen tätig. Brenck arbeitete als Holzschnitzer, aber auch als Steinbildhauer.
Hans Georg Brenck konzentrierte sich in seinen Werken vor allem auf handwerkliche Arbeiten. „Zeigt sich der Werkkomplex des Sohnes in der Quantität dem Oeuvre des Vaters überlegen, bleibt er qualitativ weit hinter den väterlichen Arbeiten zurück.“ Im Zentrum stand die kostengünstige Ausstattung von kleineren Landkirchen. Die Werkstatt erhielt mit Elias Räntz ab 1679 einen großen Konkurrenten. Dennoch gelang es Brenck unter anderem eine Mainbrücke in Kulmbach zu errichten. Außerdem entstand die Fassadengestaltung des Langheimer Klosterhofes. Hans Georg Brenck starb am 14. November 1697 in Kulmbach und wurde vier Tage später begraben. Die Werkstatt scheint mit dem Tod Brencks aufgelöst worden zu sein.

## Ehen und Familie
Hans Georg Brenck heiratete am 3. November 1656 in Kulmbach mit 24 Jahren die Zeugmachertochter Sibylla Schwanberger (auch Schwanenberger), deren Eltern Egid und Kunigunda aus Kulmbach stammten. Aus der Ehe gingen acht Kinder, fünf Söhne und drei Töchter, hervor. Vermutlich übernahm der erstgeborene Sohn Johann Georg den Beruf des Vaters. Offensichtlich starb Sibylla Brenck 1673 im Kindbett. Die zweite Ehe mit der Korporalstochter Barbara Lamprecht aus Kulmbach, die 27. April 1675 in Kulmbach geschlossen wurde, blieb kinderlos. Barbara Lamprecht starb im Alter von 77 Jahren am 16. April 1696 in Kulmbach. 
- Johann Georg, * 31. August 1657 in Kulmbach, † ?
- Maria Sibylla, verheiratete Krug, * 16. April 1660 in Kulmbach, † 25./28. Januar 1709 in Kulmbach
- Susanna Rosina, * 2. Juni 1663 in Kulmbach, † 12. Oktober 1663 in Kulmbach
- Paulus, * 7. Dezember 1664 in Kulmbach, † ?
- Georg Heinrich, * 7./8. April 1667 in Kulmbach, † 4. Juli 1667 in Kulmbach
- Ulrich, * 4. Juli 1669, gen. 1697, † ?
- Philipp Friedrich (Ludwig), * 1. Juli 1672 in Kulmbach, † 5. September 1672 in Kulmbach
- Dorothea, * 4. Juni 1673 in Kulmbach, † ?[4]

## Werke (Auswahl)

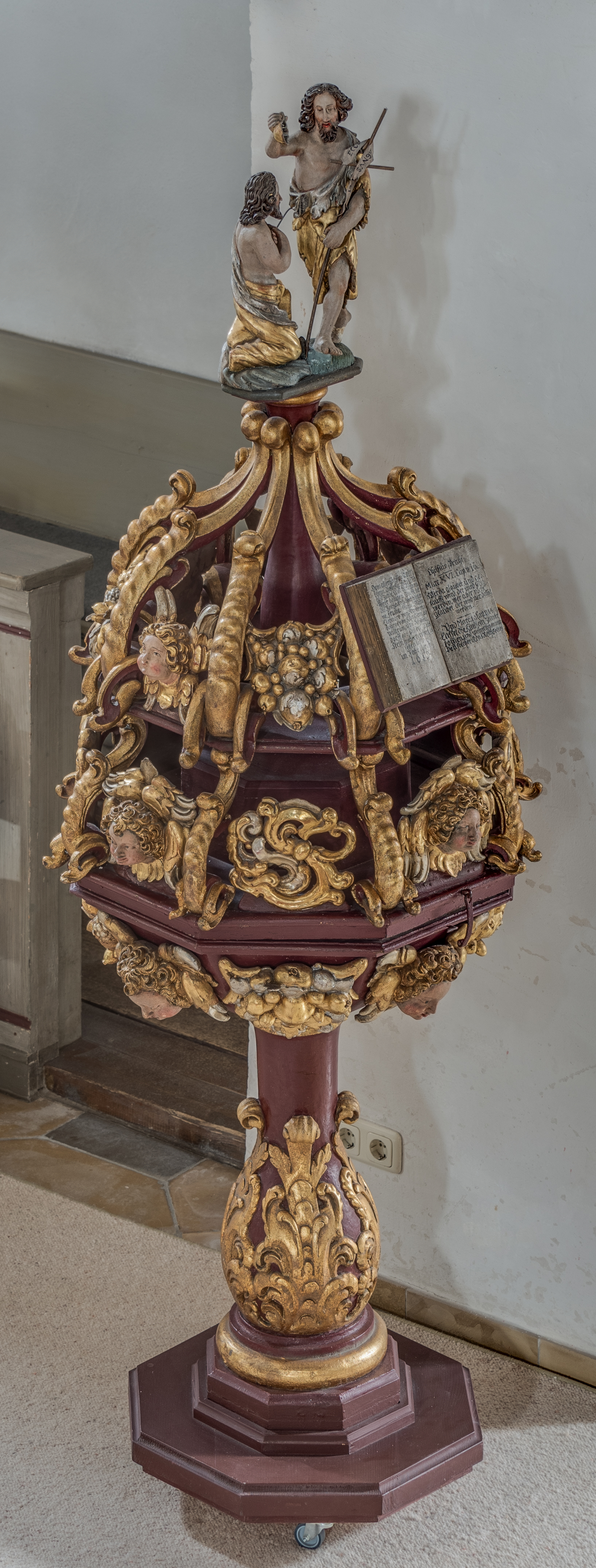
Taufstein in der Veitskirche in Heiligenstadt

- Taufstein, St. Veit und Michael in Heiligenstadt
- Kanzel, St. Ägidius in Eckersdorf
- Altar, St. Maria Magdalena in Schnabelwaid
- Altar, Trinitatiskirche in Altengottern
- Mainbrücke, Kulmbach
- Fassadengestaltung, Langheimer Hof in Kulmbach